# Ken Brown
Ken Brown (ur. 18 stycznia 1964 w Potter Valley, Kalifornia) – amerykański trójboista siłowy i strongman.
Wziął udział w Mistrzostwach Świata Strongman 1998 i Mistrzostwach Świata Strongman 1999, jednak w obu nie zakwalifikował się do finałów.
Mieszka w mieście Fresno (Kalifornia).
Wymiary:
- wzrost 186 cm
- waga 141 kg
- biceps 56 cm
- klatka piersiowa 145 cm
- talia 102 cm

Rekordy życiowe:
- przysiad? kg
- wyciskanie 290,5 kg
- martwy ciąg 504 kg

## Osiągnięcia strongman
- 1997
  - 4. miejsce – Mistrzostwa USA Strongman 1997
- 1999
  - 2. miejsce – Mistrzostwa USA Strongman
- 2001
  - 4. miejsce – Mistrzostwa Ameryki Północnej Strongman 2001
- 2002
  - 11. miejsce – Mistrzostwa USA Strongman 2002